# Филатов, Андрей Дмитриевич
Андре́й Дми́триевич Фила́тов (родился 19 августа 1912 года, Харьков, Харьковская губерния, Российская империя — 6 июня 1973 года, Москва, РСФСР, СССР) — советский инженер-металлург, управленец, одиннадцатый директор Магнитогорского металлургического комбината (1968—1973). Герой Социалистического Труда (1971 год). Лауреат Государственной премии СССР.

## Биография
Андрей Филатов родился 19 августа 1912 года в городе Харькове Российской империи (ныне Украина), в семье рабочего. Жил на Белгородчине. Окончил шесть классов семилетней школы. В 1930 году, по комсомольскому призыву, Андрей Филатов приехал на Магнитогорский металлургический комбинат.
После приезда Филатов поступает в школу фабрично-заводского ученичества при Магнитогорском металлургическом комбинате, в период обучения Филатова данная школа располагалась в городе Верхнеуральске. В 1931 году он заканчивает ФЗУ, получает специальность аппаратчика коксохимического производства, в том же году Филатов поступает работать на Магнитогорский металлургический комбинат.

### Трудовая деятельность
Работал каменщиком при строительстве коксовых печей. Некоторое время Филатов работал на коксохимическом производстве комбината, а затем перешел в прокатный цех, работал подручным прокатчика. Андрей Дмитриевич окончил вечернее отделение одного из магнитогорских техникумов, после чего стал работать мастером.
В 1938 году Филатов перешел в отделе технического контроля Магнитогорского металлургического комбината, где работал контролером, заместителем начальника участка, начальником участка. Параллельно с работой на комбинате он учился на вечернем отделении Магнитогорского горно-металлургического института, получил диплом-инженера-металлурга в 1944 году.
После окончания горно-металлургического института Филатов поступил на работу в проволочно-штрипсовый цех ММК, где занял пост начальника участка отдела технического контроля. В 1950 году Андрей Дмитриевич Филатов стал членом Всесоюзной коммунистической партии (позже КПСС), был назначен заместителем начальника цеха. В 1951 году Андрей Филатов возглавил проволочно-штрипсовый цех.
В 1960—1962 годах Филатов работал начальником производственного отдела комбината, а в 1962—-1968 годах он занимал пост главного инженера Магнитогорского металлургического комбината.

### Директор Магнитогорского металлургического комбината
В 1968 году Андрей Дмитриевич Филатов сменил Феодосия Дионисьевича Воронова на посту директора Магнитогорского металлургического комбината, став одиннадцатым директором крупнейшего металлургического предприятия СССР.
Под руководством Андрея Филатова было произведено переоборудование четырёх мартеновских печей (№ 32, 31, 30, 35) первого мартеновского цеха ММК в двухванные сталеплавильные агрегаты, шесть мартеновских печей стали одноканальными, что позволило значительно увеличить выплавку стали. Кроме того, была реконструирована коксовая батарея № 4 (1970), а также коксовая батарея № 3 (1971).
В мае 1969 года был введен в эксплуатацию пятый листопрокатный цех Магнитогорского металлургического комбината, в котором был установлен стан холодной прокатки «2500». Данный цех стал крупным достижением металлургического предприятия, потому что позволил производить металл для производства автомобилей.
В 1969 году вместе с начальником пятого листопрокатного цеха Леонидом Радюкевичем и заместителем главного энергетика комбината Хусидом он был удостоен государственной премии Советского Союза в области техники.
В 1972 году режиссёром Борисом Рычковым был снят фильм «Личная ответственность», рассказывающий о работе и личности директоров двух крупных предприятий СССР — Андрея Филатова (ММК) и Николая Слюнькова (Минский тракторный завод).
В мае 1973 года была введена в эксплуатацию первая очередь шестого листопрокатного цеха, в полную силу цех заработал уже после смерти Андрея Филатова, осенью того же года. Данный цех производит белую жесть, которая активно используется в пищевой промышленности. По состоянию на 2013 год, данный цех не имеет аналогов на территории Российской Федерации.
Во время директорства Филатова на вверенном ему предприятии было освоено восемнадцать новых марок стали, была введена в эксплуатацию установка вакуумирования жидкой стали.
Андрей Дмитриевич Филатов уделял большое внимание социальной инфраструктуре города и металлургического комбината. Во время руководства Филатова были построены девять детских садов и яслей, новый больничный корпус медико-санитарной ММК; открыли свои двери детские лагеря, дом отдыха, санаторный корпус в Ялте, детские оздоровительные учреждения; введены в строй молокозавод, картофелехранилище, цех по переработке овощей, фруктохранилище.
Филатов дал устное распоряжение касаемо распределения жилья, теперь полагалось давать жильё в первую очередь тем семьям, где оба супруга трудились на Магнитогорском металлургическом комбинате. Перемены в жилищной политике вызвали недовольство жителей города, супруги металлургов стали переходить на менее квалифицированную работу на ММК, чтобы улучшить жилищные условия.
Член ЦК КПСС с 1971 года. Депутат Верховного Совета СССР XVIII созыва с 1970 года.

### Смерть
В 1973 году Филатов заболел, в июне 1973 года он отправился в Москву на операцию. Однако вследствие врачебной ошибки у него оторвался тромб. Андрей Дмитриевич Филатов скончался 6 июня 1973 года в Москве, был похоронен на Правобережном кладбище Магнитогорска.
Филатов был щепетильным, чрезвычайно работоспособным и скромным человеком. Он всегда откровенно высказывал свое мнение, спорил. Но в то же время, А. Филатов с уважением относился к оппонентам и умел признавать свои ошибки. Андрей Дмитриевич обладал феноменальной памятью.

## Память
Личная ответственность. Документальный фильм (1972)
В 1974 году в издательстве "Советская Россия" вышла книга Н. Карташова "Товарищ директор."
В 1979 году вышел роман советского писателя Александра Авдеенко «В поте лица своего». Роман посвящён Магнитогорску времен руководства комбинатом Филатовым. В романе активно освещается жилищная политика Андрея Дмитриевича Филатова.
В 2000 году именем Андрея Дмитриевича Филатова был назван Профессиональный лицей №13 города Магнитогорска (ныне Магнитогорский политехнический колледж), выпускником которого являлся сам Филатов. Примечательно, что именно благодаря Филатову данное учебное учреждение получило своё нынешнее здание на пересечении проспекта Карла Маркса и улицы Сталеваров.
В 2011 году вышла вторая часть дилогии Валерия Кучера, «Магнитка — это навсегда. Часть 2. Дела и судьбы советских директоров». Глава 6, часть 1 «Дерзновение и дерзость новатора» рассказывает о работе Андрея Дмитриевича Филатова на посту директора ММК с 1968 по 1973.

## Награды
- Герой Социалистического Труда (Указ Президиума Верховного Совета СССР 30 марта 1971 года, орден Ленина и медаль «Серп и Молот») — за выдающиеся успехи, достигнутые выполнении заданий пятилетнего плана по развитию чёрной металлургии[20]
- Лауреат Государственной премии СССР (1969[13]).
- Орден Ленина[3]
- Два ордена «Знак Почёта»[3]
- Медаль «За трудовое отличие»[3]
- Медаль «В ознаменование 100-летия со дня рождения Владимира Ильича Ленина»[3]